# Graves-Nunatakker
Die Graves-Nunatakker sind eine kleine Gruppe von Nunatakkern im westantarktischen Marie-Byrd-Land. In den La Gorce Mountains ragen sie 22 km ostsüdöstlich des Beard Peak nahe dem Rand des Polarplateaus auf.
Der United States Geological Survey kartierte sie anhand eigener Vermessungen und Luftaufnahmen der United States Navy aus den Jahren von 1960 bis 1963. Das Advisory Committee on Antarctic Names benannte sie 1967 nach Gerald V. Graves von der Navy-Flugstaffel VX-6, der als Luftbildfotograf bei der Operation Deep Freeze der Jahre 1966 und 1967 tätig war.